# Laserový mikrofon
Laserový mikrofon je špionážní zařízení, využívající laseru jako detektoru vibrací na vzdáleném objektu. Takový objekt je typicky uvnitř místnosti, kde probíhá konverzace a může se jím stát prakticky jakýkoliv objekt, který je schopný vibrovat díky tlakovým vlnám vznikajícím při mluvení. Ideální je, aby takový objekt měl hladký a lesklý povrch. Laserový paprsek je pak nasměrován přímo do místnosti skrze okno, odráží se od objektu a vrací se do přijímače, který převede paprsek na zvukový signál. Paprsek se však může odrážet i od samotného okna. Nepatrné rozdíly v délce návratu laserového paprsku jsou detekovány interferometrem.
Tato technologie může být použita pro špionáž a to s minimální šancí na odhalení. Existuje však obrana – různé detektory světelného záření, schopné paprsek odhalit, případně použití vlnitého skla v oknech, které zajistí velmi špatný příjem.